# Блаштиця
Блаштиця (мак. Блаштица) — річка в Македонії, розташована в районі між горами Маріовський Козьяк і Кожуф. 
Розташована на схід від села Рожден, впадає в річку Црну. Річка представляє значну геоспадщину у сфері гідрології Македонії.

## Течія
Річка Блаштиця - це збірна назва, яку річка отримує в нижній течії. Водотік бере початок під вершиною Голем Козьяк (1814 м) на висоті 1720 метрів, тоді відомий як Майденська-Река, яка утворюється шляхом злиття вод Бистрицької-Реки та Яворської-Реки. Біля села Рожден річка відома як Бистра, а коли починає рухатися в напрямку села Мрежичко, відома як Блаштиця і рухається на північний захід.

## Вододіл
Площа водозбірного басейну річки 184,32 км2. 

## Ущелина
Між селами Рожден і Мрежичко побудована велична долина ущелини, яка місцями має каньйонний характер. Тут русло річки врізається в міцну корінну основу, представлену тріасовими мармуризованими вапняками і доломітами. Вздовж русла річки можна побачити менші каскади та гігантські горщики. 
Долина нижче за течією від села Рожден має протяжність 11 кілометрів.

## Забруднення
Річка виносить щорічно 50 000 м³ наносів, які в основному стікають з кар'єру шахти Ржаново, наноси яких закінчуються в Блаштиці через притоку Казарик.

## Галерея

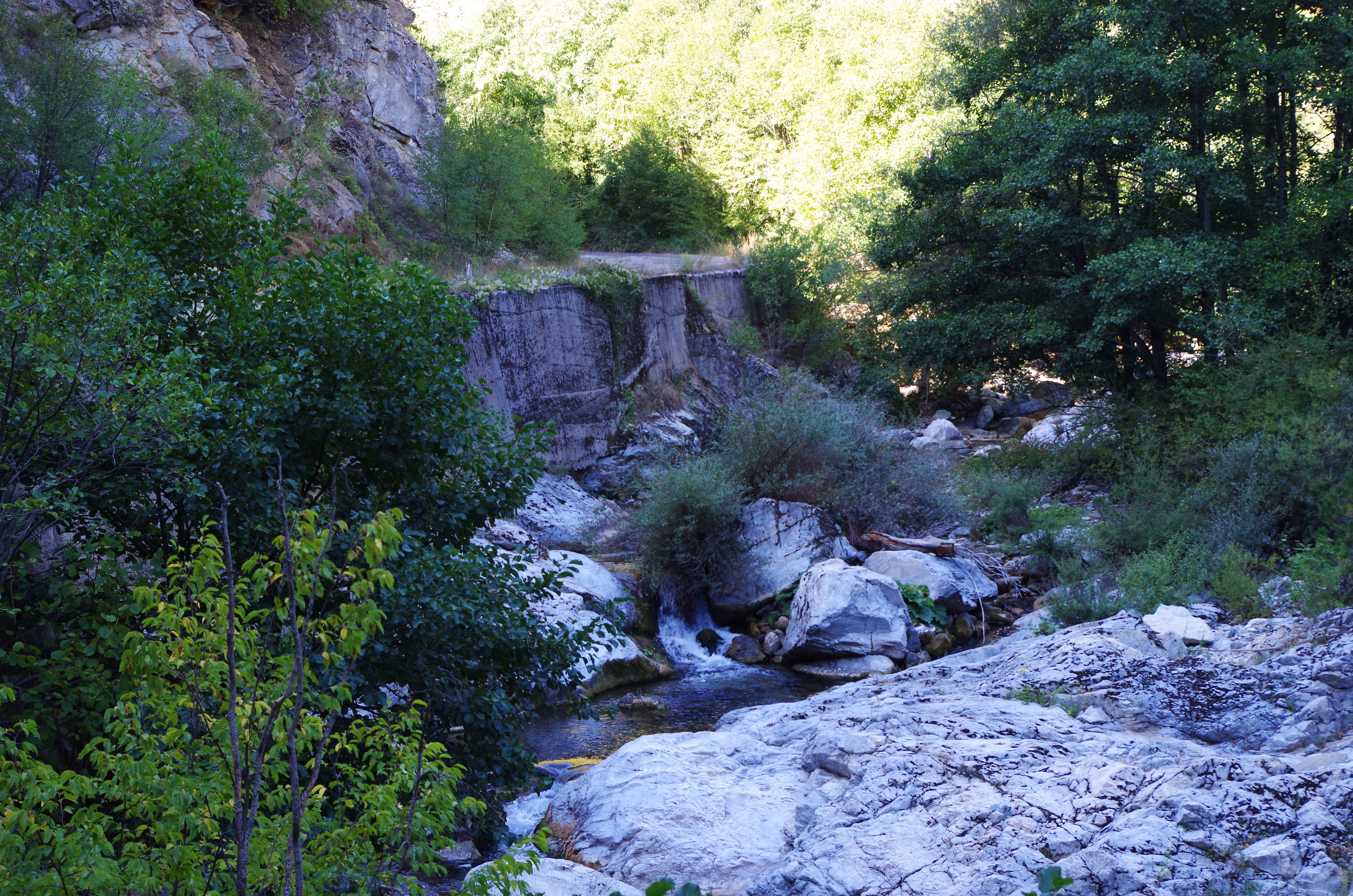
Річка вздовж дороги місцевого значення Мрежичко—Рожден
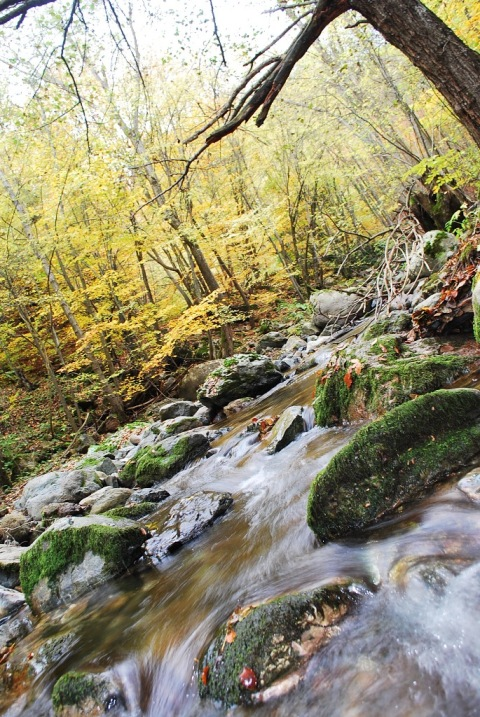
Річка над селом Майден